# Torzhoksky (huyện)
Huyện Torzhoksky (tiếng Nga: ? райо́н) là một huyện hành chính tự quản (raion), của Tỉnh Tver, Nga. Huyện có diện tích 3112 kilômét vuông, dân số thời điểm ngày 1 tháng 1 năm 2000 là 26100 người. Trung tâm của huyện đóng ở Torzhok.